# Rheinbrücke bei Laufen
Die Rheinbrücke bei Laufen (auch Rheinfallbrücke genannt) ist eine eingleisige Eisenbahnbrücke der Rheinfallbahn, die in der Schweiz zwischen Laufen-Uhwiesen und Neuhausen oberhalb des Rheinfalls den Rhein überspannt. Das Bauwerk stammt aus dem Jahr 1856 und wurde Ende der 1950er-Jahre um beidseitige Fussgängerstege erweitert.

## Geschichte
Die Rheinfallbahn wurde ab 1855 von der Rheinfallbahn-Gesellschaft, die am 4. November 1856 von der Schweizerischen Nordostbahn (NOB) übernommen wurde, errichtet. Der Bau der Bahnstrecke, die Winterthur mit Schaffhausen verbindet, umfasste unter anderem zwischen den Stationen Neuhausen und Schloss Laufen am Rheinfall die Errichtung einer Rheinbrücke, die zirka 200 Meter oberhalb des Rheinfalls den Fluss überspannt. Anfangs waren eine 130 Meter lange eiserne Gitterträgerbrücke mit drei Öffnungen und gemauerte Widerlager als Bauwerke vorgesehen. Nachdem aber bei den Arbeiten für einen Hilfssteg auf ganzer Brückenlänge eine ausreichende Anzahl von Stellen mit standfestem Kalksteinfels in geringer Tiefe festgestellt wurde, folgte eine Umplanung auf ein gemauertes Bogenviadukt. Das bedeutete eine Kosteneinsparung von 90'000 Franken. Die Brücke wurde zwischen 1855 und 1856 nach Plänen des Oberingenieurs Carl Ruland gebaut. Die Baukosten betrugen 220'000 Franken. Eine umfangreiche Instandsetzung folgte rund hundert Jahre später vom Dezember 1957 bis März 1959. Dabei wurden unter anderem die Gewölbe verstärkt und ein Schottertrog aus Stahlbeton, beidseitig auskragend für zusätzliche Fussgängerstege, eingebaut. Zuletzt kam es zwischen 2004 und 2007 zu einer Instandsetzung für 1,2 Millionen Franken. Eine Verlegung der Haltestelle Schloss Laufen auf die Brücke wurde Ende der 2000er-Jahre diskutiert.

## Konstruktion
Die eingleisige, 177 Meter lange Eisenbahnbrücke überspannt in einem Winkel von etwa 55 Grad in rund 10 Metern Höhe den Rhein. Da die Lage der Fundamente sich der zerklüfteten Flusssohle anpassen musste, ist das gemauerte Viadukt im Grundriss nicht gerade und weist neun grosse Gewölbe mit meist ungleichen lichten Weiten zwischen 12 und 18 Metern und linksrheinisch ein kleines mit 6 Metern auf. Die Pfeilerachsabstände betragen maximal 18,6 Meter und die Gewölbebreite etwa 4 Meter. Die obere Schottertrogplatte aus Stahlbeton ist einschliesslich der Kragarme mit den beiden 1,4 Meter breiten Gehwegen insgesamt 7,6 Meter breit.

## Bilder

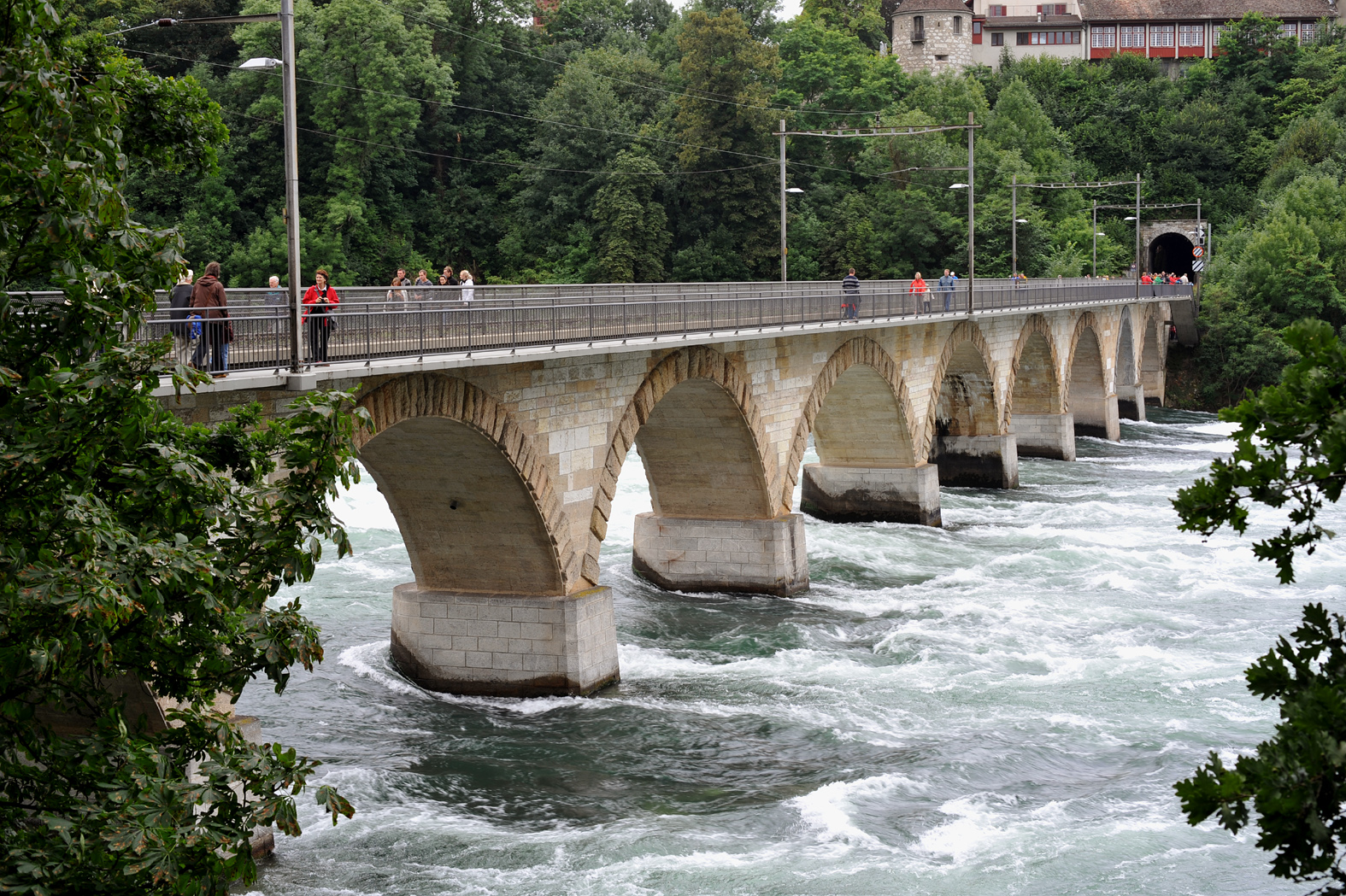
Blick nach Westen zum Tunnel Schloss Laufen
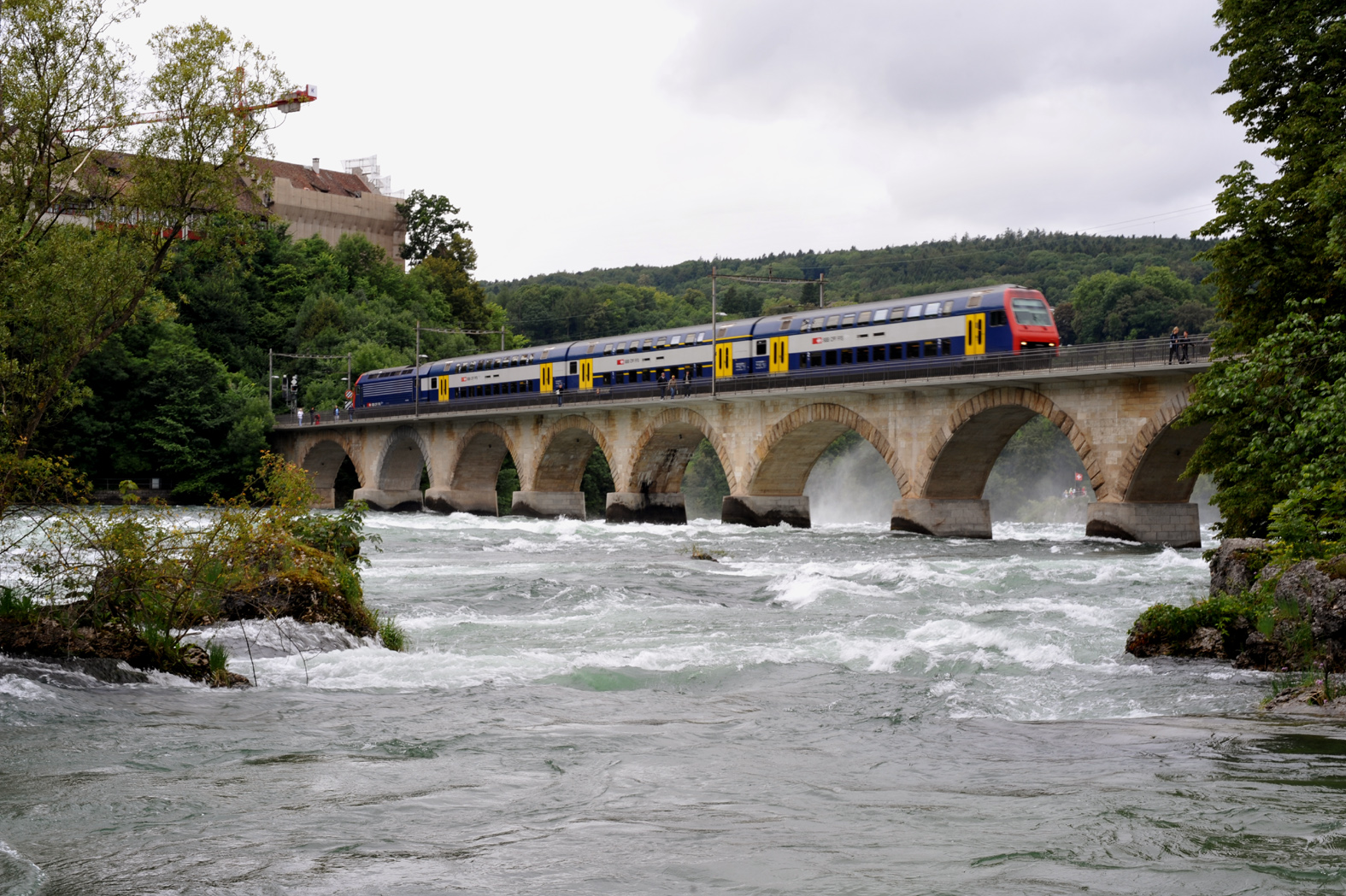
Doppelstock-Pendelzug Re 450
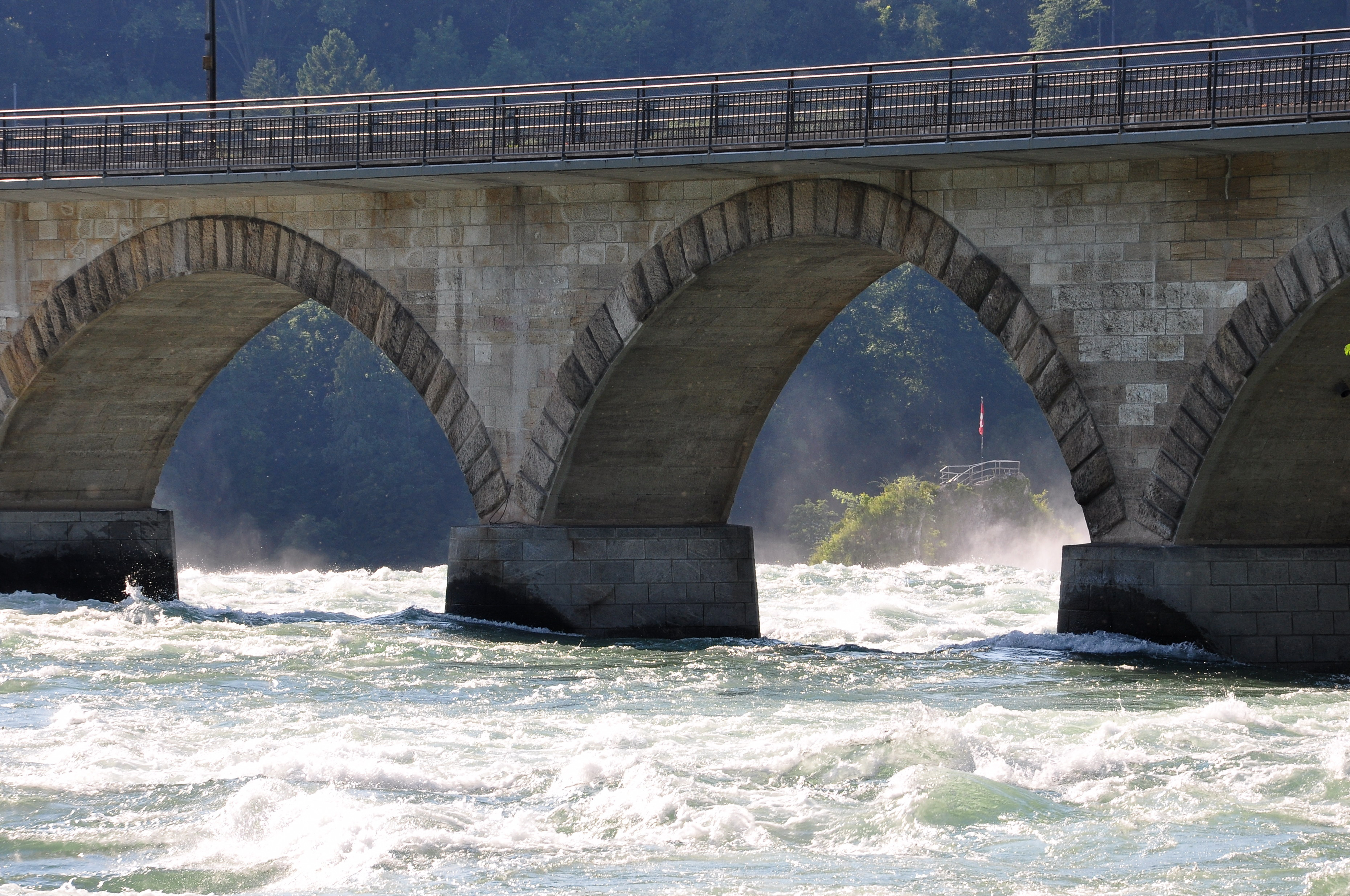
Gewölbedetail
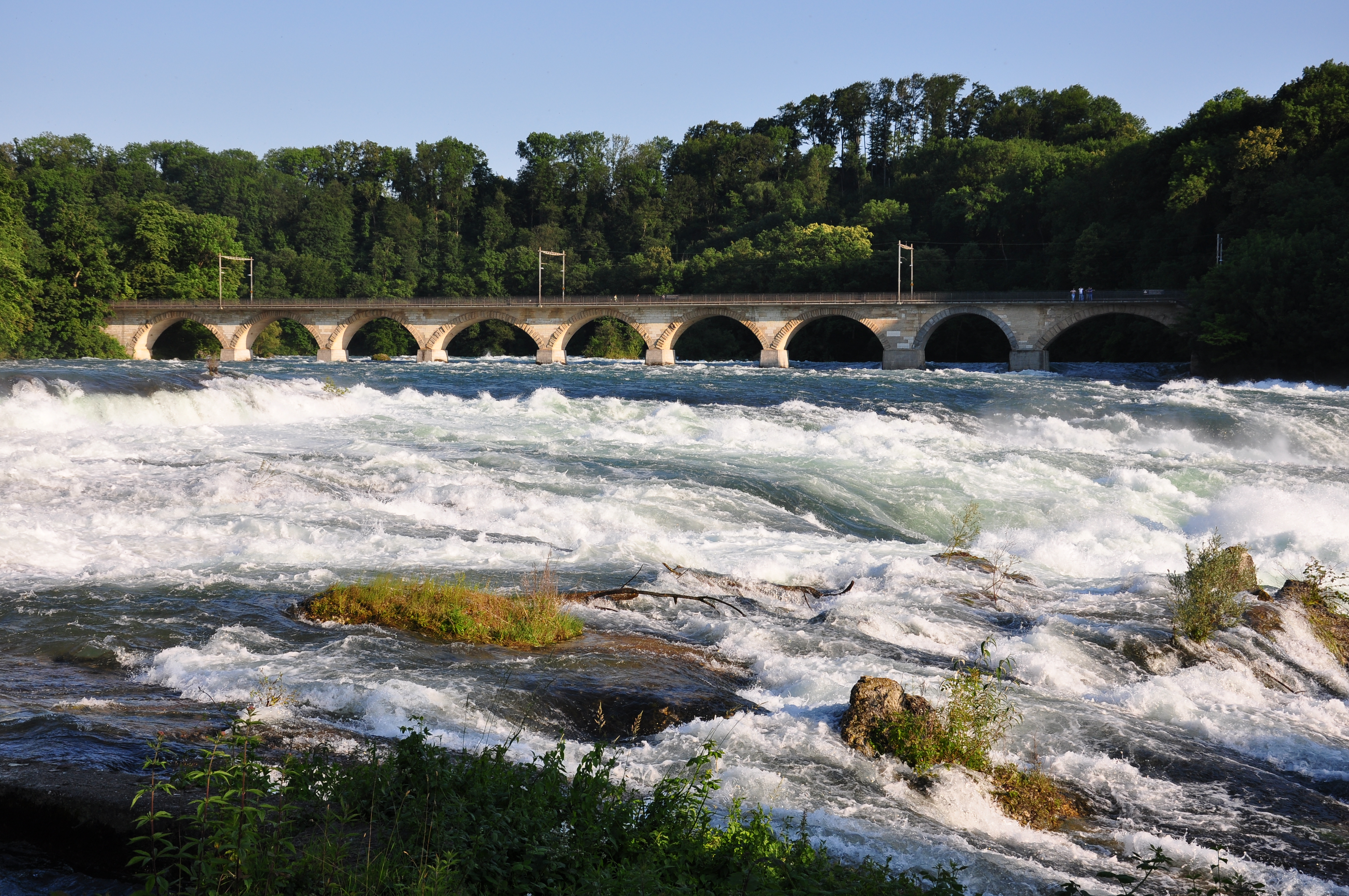
Westseite
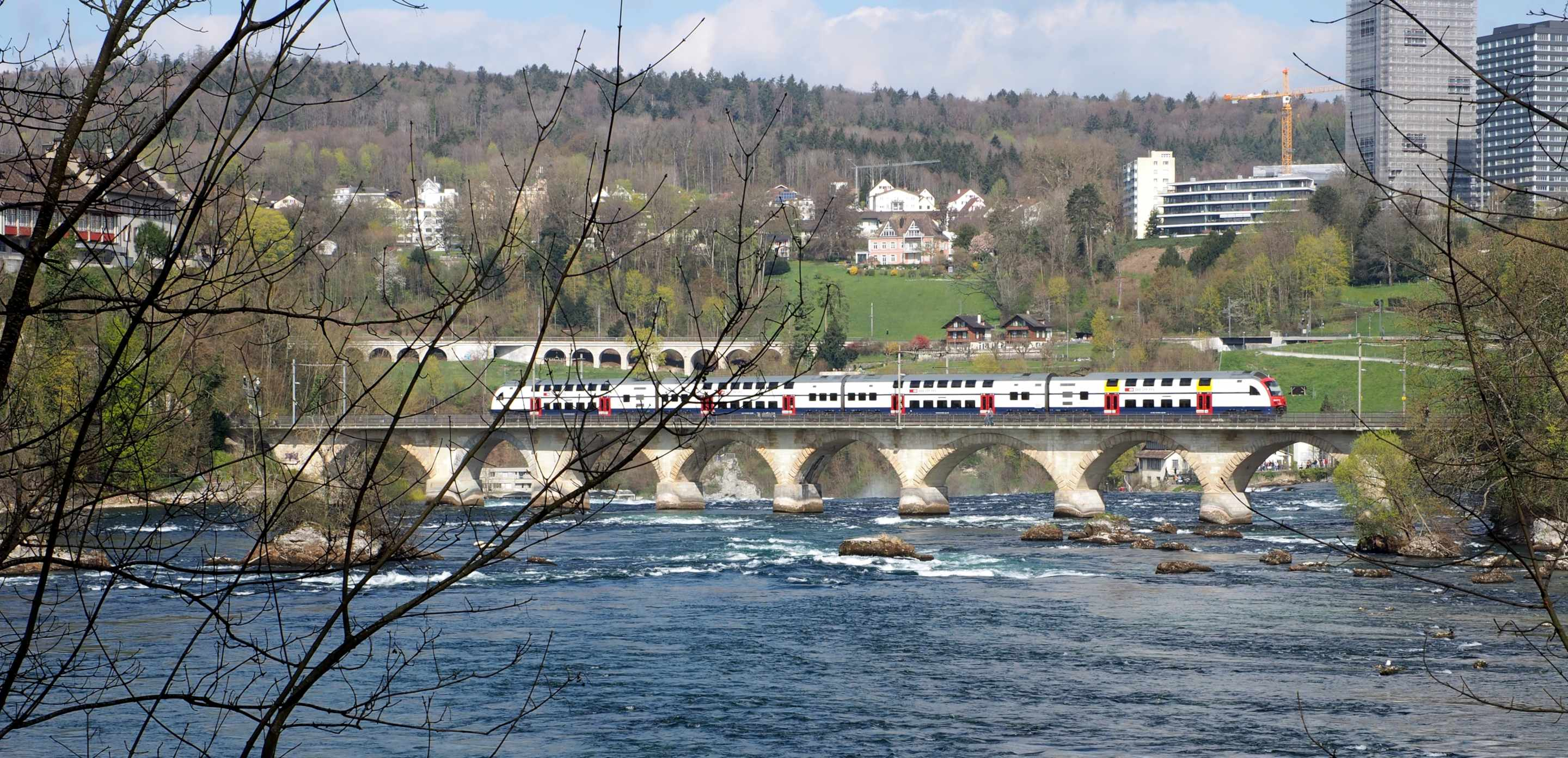
Südseite, im Hintergrund die Schweizerhofbrücken der Bahnstrecke Eglisau–Neuhausen